# Glatiramer acetato
Il glatiramer acetato o Copaxone (copolimero-1) è un farmaco immunomodulatore, ovvero in grado di regolare l'attività immunitaria senza diminuirla, usato nella terapia della sclerosi multipla.
Il suo nome deriva in parte dalla miscela di amminoacidi di cui è composto questo peptide sintetico: acido L-glutammico, L-lisina, L-alanina e L-tirosina.
I quattro amminoacidi simulano la composizione di una proteina basica della mielina, la sostanza che ricopre gli assoni e che nella sclerosi multipla è oggetto dell'attacco immunitario. Il glatiramer sembra attirare su di sé, per via della sua somiglianza, l'attacco delle cellule immunitarie, distogliendole così, come un falso bersaglio, dal sistema nervoso centrale. Le cellule immunitarie che attaccano il glatiramer producono inoltre alcune sostanze antinfiammatorie e neuroprotettive.
Il farmaco deve essere assunto quotidianamente per iniezione sottocutanea, anche mediante un autoiniettore. Visto il meccanismo d'azione del farmaco, cioè il reclutamento/richiamo delle cellule immunitarie, spesse volte nella zona di iniezione si innesca un processo infiammatorio. Per questo motivo quindi, sarebbero da evitare come zone di iniezione tutte le parti del corpo in cui predominano i tessuti muscolari e preferire invece le zone con tessuto adiposo.  
Il glatiramer acetato è indicato per pazienti con sclerosi multipla recidivante-remittente, specie se allo stadio iniziale.

## Fonti
- AISM (Associazione italiana Sclerosi Multipla), Terapie a lungo termine, su aism.it. URL consultato il 25 giugno 2010 (archiviato dall'url originale il 19 ottobre 2011).